# Beniarbeig (kommunhuvudort)
Beniarbeig är en kommunhuvudort i Spanien.   Den ligger i provinsen Provincia de Alicante och regionen Valencia, i den östra delen av landet, 400 km sydost om huvudstaden Madrid. Beniarbeig ligger 45 meter över havet och antalet invånare är 1 538.
Terrängen runt Beniarbeig är kuperad åt sydväst, men åt nordost är den platt.Runt Beniarbeig är det ganska tätbefolkat, med 139 invånare per kvadratkilometer. Närmaste större samhälle är Denia, 9,5 km öster om Beniarbeig. 